# Trevor Kaine
Trevor Thomas Kaine (* 17. Februar 1928 in Penguin, Tasmanien; † 3. Juni 2008) war ein australischer Politiker und Chief Minister des Australian Capital Territory.

## Leben
1989 wurde Kaine erstmals für die Liberal Party of Australia in die Australian Capital Territory Legislative Assembly gewählt. Am 5. Dezember 1989 trat er das Amt des Chief Minister des Territoriums an, nachdem zuvor seine Vorgängerin Rosemary Follett wegen zu knapper Mehrheitsverhältnisse zurücktreten musste. Am 6. Juni 1991 wurde Kaine seinerseits von Follett wegen zu knapper Mehrheitsverhältnisse abgelöst. 1992, 1995 und 1998 wurde er jeweils in die Legislative Assembly wiedergewählt. Nach den Wahlen 1998 trat Kaine aus seiner Partei aus und gründete die United Canberra Party. Die Partei wurde am 30. Juli 1998 registriert. Als sich die Partei am 30. Juni 2001 selbst auflöste, nahm Kaine sein Abgeordneten-Mandat als Unabhängiger wahr. Bei den Wahlen 2001 gelang es ihm nicht, als unabhängiger Kandidat in die Legislative Assembly gewählt zu werden.

## Weblink
- Kurzbiografie in rulers.org